# Bergen (Vernon)
Bergen es un pueblo ubicado en el condado de Vernon en el estado estadounidense de Wisconsin. En el Censo de 2010 tenía una población de 1.364 habitantes y una densidad poblacional de 9,99 personas por km².

## Geografía
Bergen se encuentra ubicado en las coordenadas 43°39′33″N 91°12′29″O / 43.65917, -91.20806. Según la Oficina del Censo de los Estados Unidos, Bergen tiene una superficie total de 136.47 km², de la cual 87.01 km² corresponden a tierra firme y (36.25%) 49.47 km² es agua.

## Demografía
Según el censo de 2010, había 1.364 personas residiendo en Bergen. La densidad de población era de 9,99 hab./km². De los 1.364 habitantes, Bergen estaba compuesto por el 98.53% blancos, el 0.37% eran afroamericanos, el 0.59% eran amerindios, el 0.15% eran asiáticos, el 0% eran isleños del Pacífico, el 0% eran de otras razas y el 0.37% pertenecían a dos o más razas. Del total de la población el 0.81% eran hispanos o latinos de cualquier raza.